# María Cristina Pérez Gutiérrez
María Cristina Pérez Gutiérrez (Zaragoza, 5 de julio de 1965) es una diplomática española. Es el embajadora de España ante la República de Trinidad y Tobago (desde 2024).

## Biografía
Nacida en Zaragoza (1965). Tras licenciarse en Derecho en la Universidad Complutense de Madrid (1988), completó su formación universitaria con dos Diplomas: uno de Derecho Francés en la Universidad París XI Sceaux (1987-1988); y otro de Estudios Avanzados (DEA) en Derecho Comunitario en la Universidad de París Sorbonne-Assas (1988-1989); y un máster en Derecho Comunitario en la Universidad Libre de Bruselas (1989-1990).Ingresó en la Escuela Diplomática en 1995.
Como diplomática ha estado destinada en las Embajadas de España en Pekín (R.P. China, 2001-2005), Bogotá (Colombia, 2005-2008), y en la Representación Permanente de España ante la Unión Europea (Bruselas, 2011-2015). Además de trabajar como voluntaria en el Programa de Naciones Unidas para el Desarrollo (PNUD) en Haití (1995-1998).
En el Ministerio de Asuntos Exteriores, Unión Europea y Cooperación (MAEUEC), ha sido: vocal asesora en el Gabinete del secretario de Estado para Iberoamérica (2008-2010); subdirectora general de Organismos Multilaterales de Iberoamérica (2010-2011), vocal asesora en el Gabinete del secretario de Estado de Cooperación Internacional y para Iberoamérica (2016-2017),  directora general de Políticas de Desarrollo Sostenible en la Secretaría de Estado de Cooperación Internacional y para Iberoamérica y el Caribe (2017-2018).
Ha sido embajadora de España en Costa Rica (2018-2022); embajadora en misión especial para la Estrategia del Caribe (2022-2024) y es embajadora de España en Trinidad y Tobago (desde 2024).